# 小野瓢郎
小野 瓢郎（おの ひさごろう、1867年12月18日（慶応3年11月23日） - 1921年（大正10年）10月19日）は、日本の薬学者。従四位勲四等。薬学博士。富山薬学専門学校校長。愛知薬学校校長。族籍は愛知県平民。

## 経歴
江戸出身。北海道平民・小野新之丞の五男。1893年7月、帝国大学医科大学薬学科を卒業して薬学士の称号を得た。1898年、愛知医学専門学校教諭、愛知病院薬剤科長、1908年、愛知薬学校長。1915年7月、薬学博士の学位を授与された。同年9月、富山県技師および富山県立薬学専門学校長兼教授。1921年10月19日死去。享年55。

## 人物
人柄は温厚篤実、気宇闊達と評された。部下を大切にし、死の前日にも再び校務に就くことを願うほど、仕事に忠実であった。
富山市総曲輪に居住した。遺族宅は福島県伊達郡保原町字城ノ内（現伊達市）。

## 家族・親族
小野家
- 父・新之丞（北海道平民）[5]
- 妻（1876年 - ?、京都士族、下村孝太郎の妹）[5]
- 男・勝太郎（1898年 - ?、医学博士）[2][5]
- 女・貞（1899年 - ?）[5]
- 二男・長雄（1901年 - ?）[5]
- 女・梅（1903年 - ?）[5]
- 三男・勇三（1907年 - ?）[4][5]
- 四女（1910年 - ?）[4][5]
- 四男（1912年 - ?）[4][5]

親戚
- 下村孝太郎（工学博士）
- 浮田和民（法学博士）